# Sporysz
Sporysz este o arie protejată (sit de importanță comunitară — SCI) din Polonia întinsă pe o suprafață de 481,08 ha, integral pe uscat.

## Localizare
Centrul sitului Sporysz este situat la coordonatele 53°48′58″N 17°00′36″E / 53.816°N 17.0099°E.

## Înființare
Situl Sporysz a fost declarat sit de importanță comunitară în octombrie 2009 pentru a proteja 3 specii de animale.

## Biodiversitate
Situată în ecoregiunea continentală, aria protejată conține 5 habitate naturale: Fânețe de joasă altitudine (Alopecurus pratensis, Sanguisorba officinalis), Mlaștini oligotrofe degradate, capabile încă de regenerare naturală, Mlaștini turboase de tranziție și turbării mișcătoare, Păduri de fag Luzulo-Fagetum, Mlaștini împădurite.
La baza desemnării sitului se află mai multe specii protejate:
- amfibieni (1): triton cu creastă (Triturus cristatus)
- mamifere (2): lupul (Canis lupus), castor (Castor fiber)